# TIMM21
TIMM21 (англ. Translocase of inner mitochondrial membrane 21) – білок, який кодується однойменним геном, розташованим у людей на довгому плечі 18-ї хромосоми. Довжина поліпептидного ланцюга білка становить 248 амінокислот, а молекулярна маса — 28 202.
| 10         |  | 20         |  | 30         |  | 40         |  | 50         |
| ---------- |  | ---------- |  | ---------- |  | ---------- |  | ---------- |
| MICTFLRAVQ |  | YTEKLHRSSA |  | KRLLLPYIVL |  | NKACLKTEPS |  | LRCGLQYQKK |
| TLRPRCILGV |  | TQKTIWTQGP |  | SPRKAKEDGS |  | KQVSVHRSQR |  | GGTAVPTSQK |
| VKEAGRDFTY |  | LIVVLFGISI |  | TGGLFYTIFK |  | ELFSSSSPSK |  | IYGRALEKCR |
| SHPEVIGVFG |  | ESVKGYGEVT |  | RRGRRQHVRF |  | TEYVKDGLKH |  | TCVKFYIEGS |
| EPGKQGTVYA |  | QVKENPGSGE |  | YDFRYIFVEI |  | ESYPRRTIII |  | EDNRSQDD   |

A: Аланін

C: Цистеїн

D: Аспарагінова кислота

E: Глутамінова кислота

F: Фенілаланін

G: Гліцин

H: Гістидин

I: Ізолейцин

K: Лізин

L: Лейцин

M: Метіонін

N: Аспарагін

P: Пролін

Q: Глутамін

R: Аргінін

S: Серин

T: Треонін

V: Валін

W: Триптофан

Задіяний у таких біологічних процесах, як транспорт, транспорт білків, транслокація. 
Локалізований у мембрані, мітохондрії.